# Snacka om deckare, alltså!
 Snacka om deckare, alltså! (engelska: The Cheap Detective) är en satirisk komedifilm från 1978 i regi av Robert Moore, med manus av Neil Simon. Filmen är en uppföljare till duons framgångsrika film Släpp deckarna loss, det är mord (1976). Peter Falk spelar huvudrollen som Lou Peckinpaugh, en detektiv gjuten i Humphrey Bogart-mallen. 
Filmen är en kärleksfull parodi på Bogart-filmer som Casablanca och Riddarfalken från Malta. I övriga roller i denna ensemblefilm ses Madeline Kahn, Louise Fletcher, Ann-Margret, Eileen Brennan, Stockard Channing, Marsha Mason, Sid Caesar, John Houseman, Dom DeLuise, Abe Vigoda, James Coco, Phil Silvers, Fernando Lamas, Nicol Williamson, Scatman Crothers, Vic Tayback och Paul Williams.

## Handling
Den fumlige San Francisco-baserade privatdetektiven Lou Peckinpaugh, försöker bevisa sin oskuld i mordet på hans partner, samtidigt som han hjälper ett bisarr samling människor finna en försvunnen skatt.

## Rollista i urval
- Peter Falk - Lou Peckinpaugh (liksom med rollen som "Sam Diamond" i Släpp deckarna loss, det är mord parodieras Humphrey Bogart)
- Madeline Kahn - Mrs. Montenegro (parodierar Brigette O'Shaunessy i Riddarfalken från Malta)
- Dom DeLuise - Pepe Damascus (en drift med Joel Cairo i Riddarfalken från Malta)
- Louise Fletcher - Marlene DuChard (baserad på Ilsa Lund (spelad av Ingrid Bergman i Casablanca)
- Ann-Margret - Jezebel Dezire (baserad på hennes roll "Rusty" i Viva Las Vegas och "Dallas" i Diligens till Cheyenne, samt även en parodi på "Carmen" i Utpressning)
- Eileen Brennan - Betty DeBoop (ikläder sig återigen karaktäristiken hon använde i Släpp deckarna loss, det är mord)
- Stockard Channing - Bess
- Sid Caesar - Ezra Dezire
- Marsha Mason - Georgia Merkle
- John Houseman - Jasper Blubber (baserad på Sydney Greenstreets "Kaspar Gutman" i Riddarfalken från Malta)
- Vic Tayback - löjtnant DiMaggio (DiMaggio var spelare i New York Yankees baseballag).
- Abe Vigoda - sergeant Rizzuto (Rizzuto var spelare i New York Yankees baseballag).
- James Coco - Marcel
- Phil Silvers - Hoppy
- Fernando Lamas - Paul DuChard (Casablancas "Victor Laszlo")
- Nicol Williamson - överste Schlissel
- James Cromwell - Schnell (medverkade även i Släpp deckarna loss, det är mord)
- Scatman Crothers - Tinker (en parodi på "Sam" i Casablanca)
- Paul Williams - Boy (en parodi på "Wilmer" i Riddarfalken från Malta)
- David Ogden Stiers - Kapten